# Яжислав (Каменський повіт)
Яжислав (пол. Jarzysław, нім. Julianenhof) — село в Польщі, у гміні Камень-Поморський Каменського повіту Західнопоморського воєводства.
Населення — 35 осіб (2011).
У 1975-1998 роках село належало до Щецинського воєводства.

## Демографія
Демографічна структура станом на 31 березня 2011 року:
|          | Загалом | Допрацездатний вік | Працездатний вік | Постпрацездатний вік |
| -------- | ------- | ------------------ | ---------------- | -------------------- |
| Чоловіки | 17      | 2                  | 10               | 5                    |
| Жінки    | 18      | 2                  | 9                | 7                    |
| Разом    | 35      | 4                  | 19               | 12                   |